# Самосил часниковий
Самосил часниковий (Teucrium scordium) — вид трав'янистих рослин родини глухокропивові (Lamiaceae), поширений у Європі, Африці й Азії.

## Опис
Багаторічна трав'яниста рослина 25–50 см заввишки. Листки видовжено-еліптичні, у 2–3 рази довше своєї ширини, з округлим або неясно-серцеподібною основою, гостро-городчасто-зубчасті, коротко-волосисті. Кільця 2–4-квіткові. Віночок яскраво пурпуровий.

## Поширення
Поширений у Європі, Африці й Азії.
В Україні вид зростає на заплавних луках, берегах річок і боліт — у Лісостепу, Степу, зрідка на Поліссі, головним чином на Лівобережжі.

## Галерея

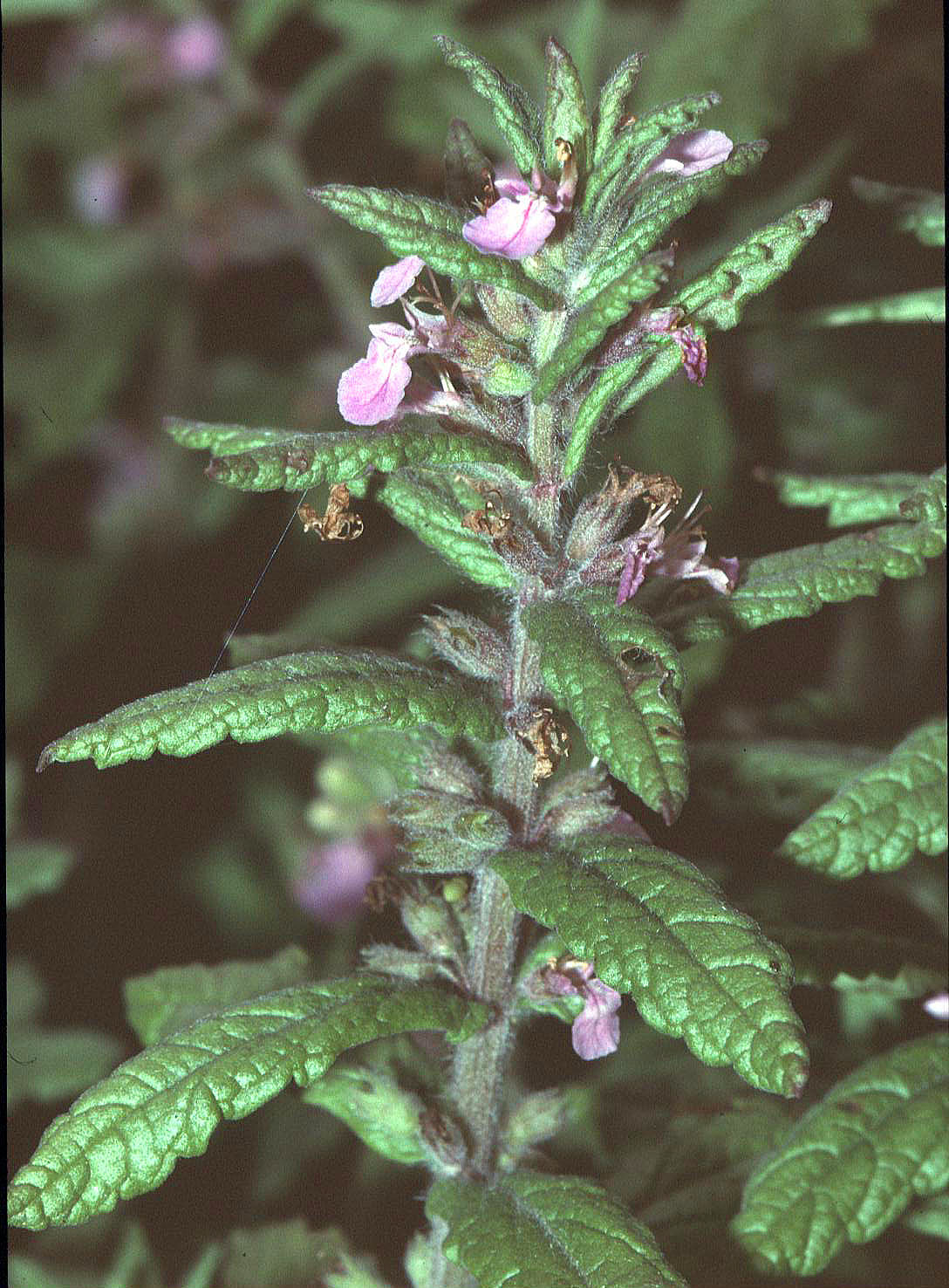
рослина
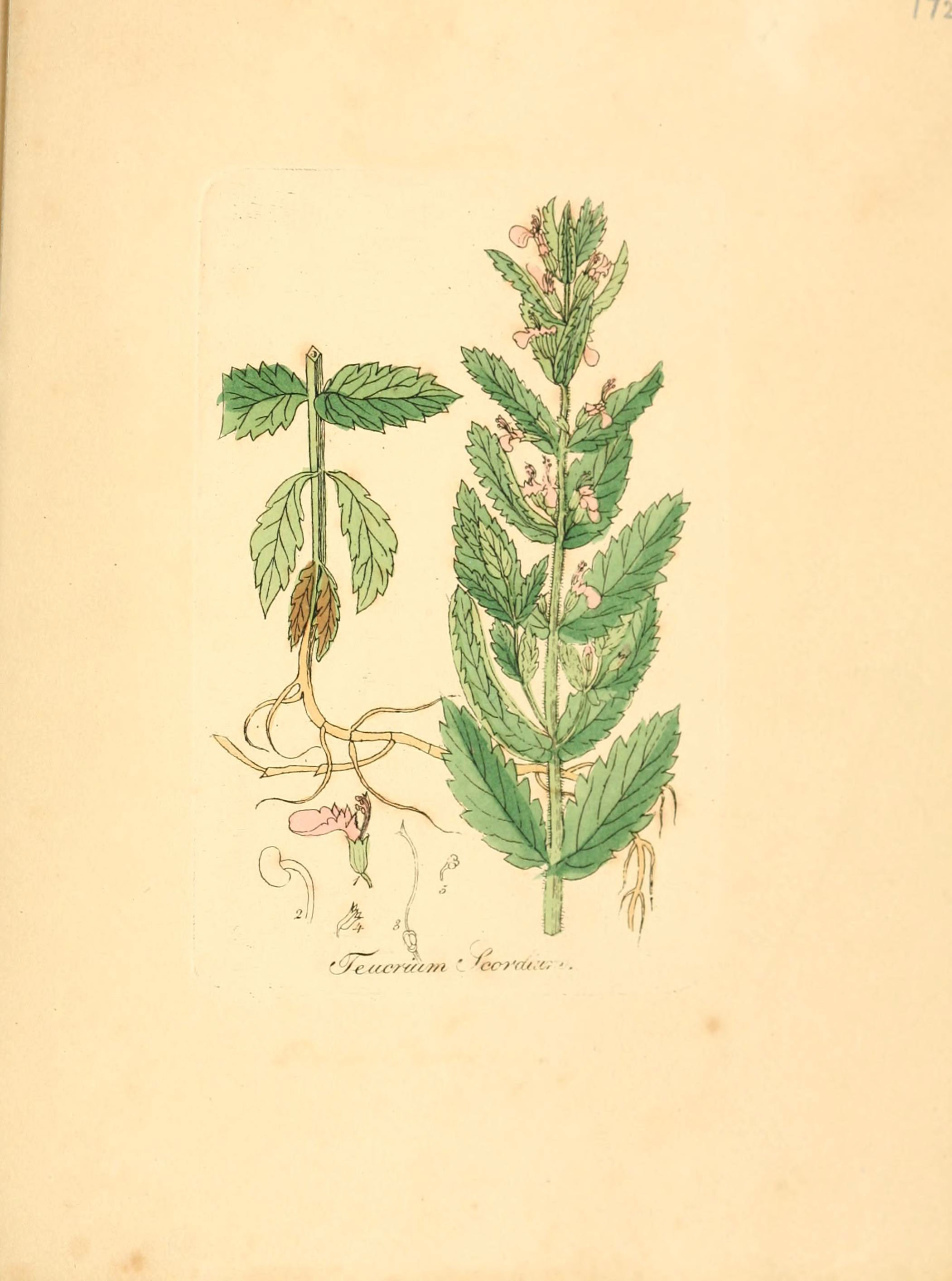
ілюстрація